# Glikolaldehid
Glikolaldehid je najmanji mogući molekul koji sadrži aldehidnu i hidroksilnu grupu. On je jedina moguća dioza, monosaharid sa dva atoma ugljenika, mada striktno gledano dioza nije saharid. On je najjednostavniji šećer.

## Formiranje
Glikolaldehid je intermedijar formozne reakcije.
Glikolaldehid se formira iz mnogih prekurzora, uključujući aminokiselinu glicin. Ona se može formirati dejstvom ketolaze na fruktozu 1,6-bisfosfat u alternativnom glikoliznom putu. 

## Spoljašnje veze
- „Cold Sugar in Space Provides Clue to the Molecular Origin of Life”. National Radio Astronomy Observatory. 20. 9. 2004. Приступљено 20. 12. 2006.